# Rhopalophlyctis sarcoptoides
Rhopalophlyctis sarcoptoides är en svampart som beskrevs av Karling 1945. Rhopalophlyctis sarcoptoides ingår i släktet Rhopalophlyctis och familjen Chytridiaceae.   Inga underarter finns listade i Catalogue of Life.